# 刘义发
刘义发（1941年—），山东高唐人，汉族，中华人民共和国政治人物、全国人民代表大会山东地区代表。
毕业于山东建筑工程学院房屋建筑设计专业。加入中国共产党。担任时风集团董事长。2008年起担任全国人大代表。2013年，担任全国人大代表。